# Leonida Ardigò
Leonida Ardigò (fl. XX secolo) è stato un calciatore italiano, di ruolo difensore.

## Carriera
Con la Cremonese disputa 11 gare nei campionati di Prima Divisione 1922-1923 e 1923-1924.
In seguito milita nel Fascio Sportivo Rosetano.

## Palmarès

### Club

#### Competizioni nazionali
- Seconda Divisione: 1

Fascio Rosetano: 1927-1928